# Powiats de la voïvodie de Poméranie
La voïvodie de Poméranie est divisée en 20 powiats, 4 district-villes et 16 districts ruraux. Ils sont divisés en 123 gminas.

## Liste
Les powiats sont listés par ordre décroissant de population selon le recensement de 2006.
| Noms                                                      | Surface (km²) | Population (2006) | Siège             | Autres villes                  | Total gminas |
| District-villes                                           |               |                   |                   |                                |              |
| Gdańsk                                                    | 262           | 457,630           |                   |                                | 1            |
| Gdynia                                                    | 136           | 252,443           |                   |                                | 1            |
| Słupsk                                                    | 43.15         | 98,402            |                   |                                | 1            |
| Sopot                                                     | 17.31         | 39,836            |                   |                                | 1            |
| Districts ruraux                                          |               |                   |                   |                                |              |
| Powiat de Wejherowo powiat wejherowski                    | 1,280         | 181,834           | Wejherowo         | Rumia, Reda                    | 10           |
| Powiat de Starogard powiat starogardzki                   | 1,345         | 121,963           | Starogard Gdański | Skarszewy, Skórcz, Czarna Woda | 13           |
| Powiat de Tczew powiat tczewski                           | 698           | 112,614           | Tczew             | Pelplin, Gniew                 | 6            |
| Powiat de Kartuzy powiat kartuski                         | 1,120         | 109,311           | Kartuzy           | Żukowo                         | 8            |
| Powiat de Słupsk powiat słupski                           | 2,304         | 92,172            | Słupsk *          | Ustka, Kępice                  | 10           |
| Powiat de Chojnice powiat chojnicki                       | 1,364         | 91,585            | Chojnice          | Czersk, Brusy                  | 5            |
| Powiat de Gdańsk powiat gdański                           | 793           | 85,566            | Pruszcz Gdański   |                                | 8            |
| Powiat de Kwidzyn powiat kwidzyński                       | 835           | 80,704            | Kwidzyn           | Prabuty                        | 6            |
| Powiat de Bytów powiat bytowski                           | 2,193         | 75,313            | Bytów             | Miastko                        | 10           |
| Powiat de Puck powiat pucki                               | 578           | 74,196            | Puck              | Władysławowo, Jastarnia, Hel   | 7            |
| Powiat de Kościerzyna powiat kościerski                   | 1,166         | 66,778            | Kościerzyna       |                                | 8            |
| Powiat de Lębork powiat lęborski                          | 707           | 63,659            | Lębork            | Łeba                           | 5            |
| Powiat de Malbork powiat malborski                        | 495           | 62,960            | Malbork           | Nowy Staw                      | 6            |
| Powiat de Człuchów powiat człuchowski                     | 1,574         | 56,797            | Człuchów          | Czarne, Debrzno                | 7            |
| Powiat de Sztum powiat sztumski                           | 731           | 41,808            | Sztum             | Dzierzgoń                      | 5            |
| Powiat de Nowy Dwór Gdański powiat nowodworski (pomorski) | 653           | 35,498            | Nowy Dwór Gdański | Krynica Morska                 | 5            |
| * Le siège ne fait pas partie du powiat.                  |               |                   |                   |                                |              |